# Dina Sfat
Dina Sfat (São Paulo, 1938. október 28. – Rio de Janeiro, 1989. március 20.) lengyelországi zsidó származású brazil színész. Dina Kutner néven született. Férje a színész Paulo José volt. 1966 és 1989 között volt aktív, ezalatt 16 szappanoperában szerepelt.